# Josh Judy
Josh Steven Judy (né le 9 février 1986 à Morgantown, Virginie-Occidentale, États-Unis) est un ancien lanceur de relève droitier de la Ligue majeure de baseball.

## Carrière
Josh Judy est drafté en 34e ronde par les Indians de Cleveland en 2007.
Il fait ses débuts dans les majeures avec cette équipe le 22 mai 2011.
Il passe aux Reds de Cincinnati lorsque ceux-ci le réclament au ballottage le 23 décembre 2011. Il passe la saison 2012 en ligues mineures et, sans contrat pour amorcer 2013, il se rapporte à une équipe de baseball indépendant de la Atlantic League of Professional Baseball. Le 2 mai 2013, il rejoint les Angels de Los Angeles.